# Avenue Van Overbeke
 (mars 2017).
Si vous disposez d'ouvrages ou d'articles de référence ou si vous connaissez des sites web de qualité traitant du thème abordé ici, merci de compléter l'article en donnant les références utiles à sa vérifiabilité et en les liant à la section « Notes et références ».
L'avenue Van Overbeke (en néerlandais : Van Overbekelaan) est une avenue bruxelloise de la commune de Ganshoren 

## Situation et accès
Elle va de la basilique du Sacré-Cœur à l'avenue des 9 Provinces.
Elle est desservie par les bus de la STIB, lignes 83 et 87, à partir du croisement de l'avenue Louis De Brouckère jusqu'à son terme.

## Origine du nom
Elle porte le nom du bourgmestre de Ganshoren Joseph Oscar Van Overbeke, en activité de 1861 à 1873.

## Bâtiments remarquables et lieux de mémoire
- La piscine de Ganshoren,
- l'école de la sagesse,
- l'église Saint-Martin,
- le hall des sports de Ganshoren
- le bois du Laerbeek.